# Гальперина, Елена Михайловна
Еле́на (Рахи́ль) Миха́йловна Гальпе́рина (8 января 1918, Москва — 24 января 1996, Москва) — советская писательница, драматург и поэт.

## Биография
Родилась в 1918 году в Москве в семье драматурга Михаила Петровича Гальперина (1882—1944) и Александры Борисовны Гальпериной (1894—1956). В доме постоянно бывали писатели и артисты, это способствовало пробуждению интереса к театру. В 1939 году окончила ИФЛИ им. Н. Г. Чернышевского. В годы войны, находясь в эвакуации в Башкирии, в течение двух лет преподавала русскую литературу в средней школе. Стихи Е. Гальпериной часто печатались в местной газете. Много выступала в госпиталях со своими стихами. По возвращении в Москву, в 1943—1944 годах преподавала историю театра в Московском городском театральном училище, работала зав. литературной частью Московского театра «Ромэн». В 1944 году начала профессионально работать в жанре музыкальной комедии. В течение всей жизни продолжала писать стихи.
Лауреат конкурса Министерства культуры СССР, Союза писателей СССР за лучшую пьесу (1967), Всероссийского конкурса спектаклей (1967), конкурса Министерства культуры РСФСР (1970), конкурса Министерства культуры СССР (1975). Член Союза писателей СССР (1962).
Похоронена на Новодевичьем кладбище.

## Семья
- Муж — Юлий Лазаревич Анненков (1919—2008), писатель, драматург.
- Сестра — Матильда Михайловна Булгакова (1919—1998), художник, педагог.
- Двоюродный брат — Евгений Яковлевич Улицкий (1916—?), учёный в области сельскохозяйственной технологии, доктор технических наук, отец писательницы Людмилы Улицкой.

## Основные драматургические произведения
- «Мечтатели». Музыкальная комедия М., 1947 (театры Москвы, Волгограда)
- «Айра». Музыкальная комедия М., 1948 (Московский театр оперетты)
- «Олеся». Опера по И. Куприну М., 1959 (Саратовский оперный театр)
- «Мост неизвестен». Музыкальная комедия М., 1960 (Ленинградский театр музыкальной комедии)
- «Севастопольский вальс». Музыкальная комедия М., 1961 (в соавторстве с Ю. Л. Анненковым) (театры Москвы, Ленинграда, Севастополя, Сталинграда, Киева, Одессы, Воронежа, Нижнего Новгорода, Саратова, Минска, Новоуральска, Куйбышева, Омска, Свердловска, Кирова, Новосибирска. Театры Азербайджана, Коми АССР, Литвы, Татарии, Таджикистана, Удмуртии, Болгарии, Польши и др.)
- «Пять минут на размышление». («Сердце балтийца»). Музыкальная комедия М., 1963 (в соавторстве с Ю. Л. Анненковым) (театры Москвы, Ленинграда, Свердловска и др.)
- «Полярная звезда». Музыкальная комедия М., 1966 (в соавторстве с Ю. Л. Анненковым) (театры Москвы, Ленинграда, Челябинска, Краснодара, Свердловска, Волгограда, Калинина, Хабаровска, Новосибирска, Иркутска, Иванова, Томска, театры Азербайджана, Башкирии, Грузии, Украины и др.)
- «Требуется героиня»: («Перехватчики»): Музыкальная комедия М., 1969 (в соавторстве с Ю. Л. Анненковым) (театры Ленинграда, Свердловска, Киева, Одессы, Новосибирска и многих др.)
- «Южный крест». Музыкальная комедия М., 1971 (в соавторстве с Ю. Л. Анненковым) (театры Ленинграда, Куйбышева, Кемерова, Киева и др.)
- «Эта смешная любовь»: Очень близко — очень далеко!. Музыкальная комедия М., 1972 (театры Волгограда, Ростова)
- «Любовь Д’Артаньяна». Комическая опера по мотивам А.Дюма. М., 1974 (Московский академический театр им. Станиславского и Немировича-Данченко)
- «Дарю тебе любовь». Музыкальная комедия М., 1974 (театры Свердлоаска, Иванова, Краснодара, Камерова и многих др.)
- «Пусть гитара играет»…: Музыкальная комедия. М., 1975 (в соавторстве с Ю. Л. Анненковым) (театры Москвы, Иванова, Краснодара, Кемерова, Темиртау, Одессы, Донецка и многих др. Поставлена в Болгарии и Чехословакии)
- «Год голубого зайца»: Музыкальная комедия. М., 1978 (театры Волгограда, Пятигорска)
- «Золотое платье»: Люби меня сто лет!: Музыкальная комедия. М., 1980 (в соавторстве с Ю. Л. Анненковым) (Волгоградский театр музыкальной комедии и др.)

### Избранные рецензии
- Баренц С. «Поиски и находки». // Красная звезда. — 18 ноября 1961.
- Петрова К. «В семье оперетт…» // Советская культура. — № 139 (1319). — 21 ноября 1961.
- Рыжова В. «Севастопольский вальс». // Московская правда. — № 291 (12731). — 13 декабря 1961.
- Моров А. «Героическая оперетта». // Огонёк. — № 3 (1804). — 14 января 1962.
- Шайкевич А. «Пусть гитара играет». // Музыкальная жизнь. — № 2. — 1976.
- Журавлева А. «Весело о серьезном». // Вечерний Ленинград. — 13 января 1967.
- Жукова Л. «Требуется героиня». // Советская культура. — 16 января 1969.
- Львова Л. «Природа жанра». // Правда. — № 187 (20426). — 6 июля 1974.